# Ontološki argument
Ontološki argument je filozofski argument za postojanje Boga koji koristi ontologiju.

## Pregled
Prvi je ovaj argument formulirao Anzelmo Canterburyjski u drugom poglavlju svojega djela Proslogion. Argument se izlaže kroz sljedeću formulaciju:
- Bog je biće od kojeg se veće ne može misliti.
- Bog postoji u umu, ali ne i u stvarnosti.
- Egzistencija u stvarnosti je veća od egzistencije u umu.
- Božja egzistencija u stvarnosti je misliva.
- Ako bi Bog postojao u stvarnosti, onda bi bio veći nego što jest.
- Postoji biće veće od Boga.
- Postoji veće biće od bića od kojega se veće ne može misliti.

Argument je kritizirao Anzelmov suvremenik Gaunilo smatrajući da tvrdnja „Bog kao biće od kojega se veće ne može misliti” ne znači kako Bog postoji. Gaunilo koristi argumentaciju kako postoji negdje otok koji se može misliti kao postojeći i umu i u stvarnosti. Nema ništa protivno tome da, iako ne znamo postoji li takav otok, možemo misliti kako postoji ne samo u umu nego i u stvarnosti. Anzelmo odgovara na kritiku kako se ne može stavljati jednakost između Boga i otoka. Anzelmo nastavlja kako se Bogu ne može pridodavati kvantitativna oznaka, dok otoku može.
Argument je kritizirao i Toma Akvinski jer je smatrao da argument ne bi mogao dokazati Božju opstojnost jer bi morao dokazati i Božju bit.
Inačicu ontološkog argumenta kroisti i René Descartes. Za Descartesa Bog ne može posjedovati potencijalnost jer je to oznaka nesavršenosti. Njemački filozof Gottfried Leibniz formulirao je svoju inačicu po koji tvrdi kako je Božja egzistencija moguća. O Božjoj egzistenciji i ontološkom argumentu govorio je i Immanuel Kant. Ipak, Kant se nije koristio Anzelmovom, već Descartesovom inačicom.

### Članci
- Jurišić, Oliver. 2016. Anzelmov ontološki argument kao test promjene stava o vjeri u dijalogu između Anzelma i bezumnika: Od prvog do četvrtog poglavlja Proslogiona. Vrhbosnensia. Univerzitet u Sarajevu – Katolički bogoslovni fakultet. Sarajevo. 20 (1): 81–102